# (37562) 1988 MA
1988 MA (asteroide 37562) é um asteroide da cintura principal. Possui uma excentricidade de 0.16890280 e uma inclinação de 23.49127º.
Este asteroide foi descoberto no dia 16 de junho de 1988 por Eleanor F. Helin em Palomar.